# Заимка (Пермский край)
Заимка — деревня в Пермском крае России. Входит в Лысьвенский городской округ.

## Географическое положение
Деревня расположена в северной части Лысьвенского городского округа, примыкая непосредственно к северной границе города Лысьва.

## История
Основана в 1816 году выходцами из села Посад Кишертского района (в XIX веке село Кишерское). По данным местных краеведов появление первоначального поселения на данном месте может быть отнесено к 1647 году. 
С 2004 до 2011 года деревня входила в Лысьвенское городское поселение Лысьвенского муниципального района.

## Население
| 2010 |
| ---- |
| 415  |

Постоянное население составляло 409 человек (85 % русские) в 2002 году, 415 человек в 2010 году.

## Климат
Климат умеренно-континентальный. Среднегодовая температура воздуха равна: +1,7оС; продолжительность безморозного периода: 165 дней; средняя мощность снегового покрова: 50 см; средняя глубина промерзания почвы: 123 см. Устойчивый снежный покров сохраняется с первой декады ноября по последнюю декаду апреля. Средняя продолжительность снежного покрова 160—170 дней. Средняя из наибольших декадных высот снежного покрова за зиму — 50 см. Средняя максимальная температура самого жаркого месяца: + 24,4оС. Средняя температура самого холодного месяца: — 17,4оС.